# Allobates mcdiarmidi
Allobates mcdiarmidi es una especie de anfibio anuro de la familia Aromobatidae.

## Distribución geográfica
Esta especie es endémica de la vertiente oriental de los Andes bolivianos. Habita alrededor de los 1700 m de altitud en los departamentos de La Paz y Cochabamba.

## Etimología
Esta especie lleva el nombre en honor a Roy Wallace McDiarmid.

## Publicación original
- Reynolds & Foster, 1992 : Four New Species of Frogs and One New Species of Snake from the Chapare Region of Bolivia, with Notes on Other Species. Herpetological Monographs, vol. 6, p. 83-104.[5]